# Dioscorea gallegosi
Dioscorea gallegosi là một loài thực vật có hoa trong họ Dioscoreaceae. Loài này được Matuda mô tả khoa học đầu tiên năm 1954.